# Сисил (Џорџија)
Сисил (Џорџија) (енгл. Cecil) град је у америчкој савезној држави Џорџија. По попису становништва из 2010. у њему је живело 286 становника.

## Демографија
Према попису становништва из 2010. у граду је живело 286 становника, што је 21 (7,9%) становника више него 2000. године.
| Група             | 2000.       | 2010.       |
| Белци             | 124 (46,8%) | 141 (49,3%) |
| Афроамериканци    | 129 (48,7%) | 124 (43,4%) |
| Азијати           | 0 (0,0%)    | 6 (2,1%)    |
| Хиспаноамериканци | 10 (3,8%)   | 13 (4,5%)   |
| Укупно            | 265         | 286         |